# Бейт, Альфред
А́льфред Бейт — британский южноафриканский предприниматель, известный своей поддержкой британского империализма, а также крупными пожертвованиями на развитие инфраструктуры в центральной и южной Африке, а также развитие университетского образования и научные исследования в ряде стран.

## Биография
Альфред был старшим сыном и вторым из шести детей состоятельного гамбургского торговца. Не выказав интереса к учёбе, Бейт поступил учеником в амстердамскую фирму Жюля Порже, занимавшуюся торговлей алмазами, где у него развился талант к оценке камней. В 1875 году фирма отправила его в Кимберли заниматься скупкой алмазов, где он установил деловые отношения с Сесилем Родсом. Совместно они разрабатывали планы скупки старательских предприятий и устранения конкурентов, таких как Барни Барнато. Он быстро стал членом группы финансистов, получивших контроль над добычей алмазах на рудниках Центральном, Дутоитспан и Де Бирс. Родс занимался активной политической деятельностью, а Бейт обеспечивал планирование и финансовую поддержку.
В 1886 году Бейт расширил свои интересы на недавно открытые золотые поля Витватерсранда, где также добился больших успехов. В его коммерческих предприятиях принимали участие Херманн Экштейн и сэр Джозеф Робинсон. Бейт организовывал привлечение инженеров из США и был одним из первых, кто использовал шахты глубокого заложения. Благодаря заключённому Родсом с Лобенгулой договору, в обмен на 100 ружей, которые так и не были поставлены, основанная им совместно с Бейтом Британская Южно-Африканская компания получила концессию на большую часть Матабелеленда.
Бейт стал пожизненным управляющим Де Бирс и директором многочисленных добывающих и железнодорожных компаний.
В 1888 он переехал в Лондон, откуда было удобнее управлять своей финансовой империей и оказывать поддержку Родсу. Бейт приобрёл поместье Tewin Water, включающее большое здание в стиле Регентства и 7,000 акров земли недалеко от Уэлуина, в нескольких милях от крупного поместья другого рэндлордаЮлиуса Вернера.

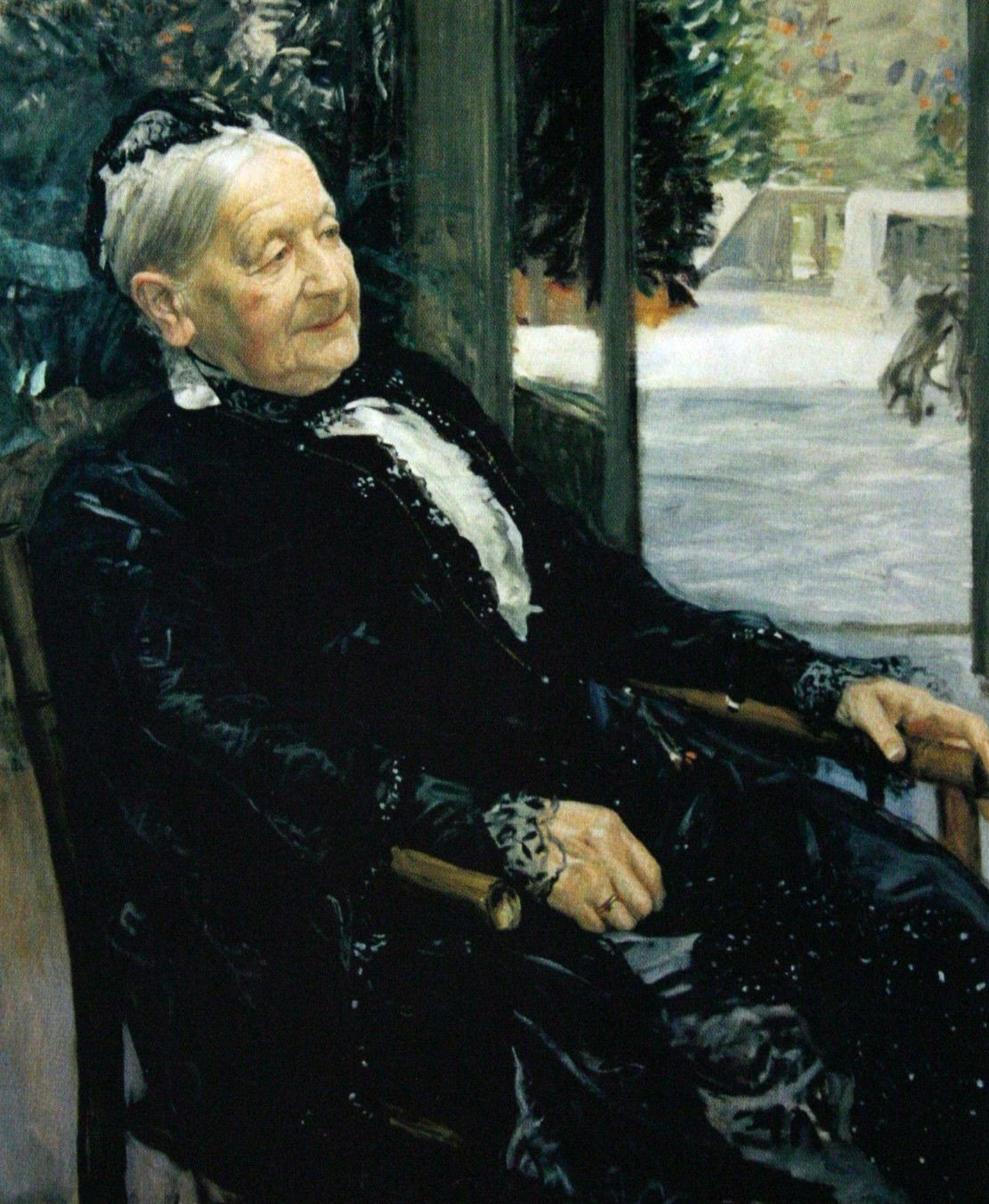
Портрет Лауры Бейт, матери Альфреда, Леопольд фон Калькрёйт.

Бейт принял участие в планировании и финансировании не удачного рейда Джеймсона в конце 1895 года, который вместо ожидавшегося переворота в Республике Трансвааль привёл к второй англо-бурской войне. Родсу пришлось уйти с поста премьер-министра Капской колонии, и оба они, вместе с Бейтом, были признаны виновными в результате расследования Палаты Общин. Бейту пришлось покинуть ряд своих постов в компаниях.
После смерти Родса в 1902 году он был одним из поверенных, помогавших контролировать его огромное состояние. Бейт никогда не был женат и не имел детей. Он скончался в своём поместье после непродолжительной болезни.

## Благотворительность
Долгое время Бейт делал существенные пожертвования на научные исследования и образование. В 1905 году он основал кафедру колониальной истории в Оксфордском университете, в настоящее время это Beit Professor of History of the British Commonwealth.. В 1906 году он сделал пожертвование в 2 миллиона марок в уставной капитал Hamburgische Wissenschaftliche Stiftung, благотворительного фонда, представлявшего его интересы в пользу предшественника нынешнего Гамбургского университета.
Согласно его завещанию был основан «Фонд Бейта» («Beit Trust»), через который он завещал £1,200,000 на развитие инфраструктуры в Северной и Южной Родезии, первоначально с целью увеличения добычи алмазов, а затем для улучшения университетского образования и исследовательской деятельности в Зимбабве, Замбии и Малави.
В знак признания его заслуг, Royal School of Mines, факультет Имперского колледжа Лондона, воздвигла мемориал у входа в своё здание и назвала общежитие на Prince Consort Road в его честь.

## Семья
- Сэр Отто Бейт[англ.], 1-й баронет (1865–1930), его брат.
- Сэр Бейт, Альфред Лейн[англ.], 2-й баронет (1903–1994), его племянник.